# Attila (Corneille)
Pour les articles homonymes, voir Attila (homonymie).
Attila, roi des Huns est une tragédie de Pierre Corneille datant de 1667.

## Historique

### Composition
La première mention de la pièce concerne le privilège d'impression obtenu le 25 novembre 1666 par le libraire Guillaume de Luynes, ce qui indique qu'elle est achevée ou pratiquement achevée à cette date.

### Représentations
Attila est créé le 4 mars 1667 par la troupe de Molière, installée au Palais-Royal, et non par les comédiens de l'Hôtel de Bourgogne qui ont précédemment donné Agésilas. La distribution n'est pas connue en détail ; on sait seulement qu'Attila est joué par La Thorillière et Flavie par Mlle Molière.
Elle est représentée vingt fois consécutivement, puis trois autres fois au cours de cette année 1667. Quelques reprises ont lieu dans les années 1680.
Plus récemment, elle a été représentée en 1920 (Théâtre de l'Odéon), en 1960 (Théâtre du Vieux Colombier) et en 1977 (Théâtre de Gennevilliers). 

### Réception et critique
Le succès est médiocre. Corneille est sur le déclin alors que monte l’étoile de son rival Jean Racine, qui écrit à cette époque Andromaque. 

#### Boileau
La critique la plus célèbre concernant cette pièce, ainsi que la précédente, est contenue dans une épigramme de Boileau : 

« Après l’Agésilas,
hélas !
Mais après l’Attila, 
holà ! »

Le holà ! ne s'adresse pas à Corneille à qui Boileau demanderait de cesser d'écrire, mais bien au public à qui il enjoint d'arrêter de critiquer. Il faut remarquer que ces vers n'ont pas été rendus publics du vivant de Corneille et n'ont été publiés qu'en 1701. Mais Boileau avait écrit sur Attila dans la Satire IX : 

«  Tous les jours à la cour un sot de qualité
Peut juger de travers avec impunité ;
À Malherbe, à Racan, préférer Théophile,
Et le clinquant du Tasse à tout l'or de Virgile.
Un clerc pour quinze sous, sans craindre le holà !
Peut aller au parterre attaquer Attila
Et si le roi des Huns ne lui charme l'oreille
Traiter de Wisigoths tous les vers de Corneille. »

Dans ces vers, Boileau tourne en ridicule le clerc qui traite de Wisigoths les vers de Corneille comme le sot de qualité qui préfère le Tasse à Virgile. S'il n'a pas à craindre le holà !, c'est-à-dire l'injonction de se taire, c'est que chacun peut se permettre et se permet de critiquer à loisir les auteurs qui ne lui plaisent pas.

#### Autres critiques
Parmi les critiques contemporains de la pièce, la plupart sont réservés, mais on peut noter celles de Saint-Évremond : 
« Ce n'est pas que cette tragédie n'eût été admirée du temps de Sophocle et d'Euripide, où l'on avait plus de goût pour la scène farouche et sanglante, que pour la douce et la tendre. »
« ...la pièce est moins propre au goût de votre cour qu'à celui de l'antiquité : mais elle me semble très belle. ».
Plus tard, Fontenelle exprime clairement le caractère de la pièce : 
« Il ne pouvait mieux braver son siècle qu'en lui donnant Attila, digne roi des Huns. Il règne dans cette pièce une férocité noble, que lui seul pouvait attraper. »

## Étude de la pièce

### Les personnages
- Attila, roi des Huns
- Ardaric, roi des Gépides
- Valamir, roi des Ostrogoths
- Honorie, sœur de l’empereur Valentinien
- Ildione, sœur de Mérovée, roi de France
- Octar, capitaine des gardes d’Attila
- Flavie, dame d’honneur d’Honorie
- Gardes

### Les personnages de la pièce et le contexte historique
Les personnages d'Octar et de Flavie sont des inventions de Corneille (Octar porte par ailleurs le nom d'un oncle d'Attila, roi des Huns dans les années 420).
Le personnage d'Ildione correspond à une femme nommée Ildico par Jordanès, dernière épouse d'Attila, mais qui n'est certainement pas la sœur de Mérovée. Il s'agissait peut-être d'une princesse franque de la région de Cologne (Francs rhénans) ou d'une princesse burgonde. Il est aussi évident que la qualification de « roi de France » pour Mérovée est incorrecte : Mérovée, personnalité semi-légendaire, est au plus chef de la fraction des Francs saliens établie dans la région de Tournai. Mais Corneille le présente comme un souverain déjà puissant, prédécesseur symbolique de Louis XIV, et dont la puissance est croissante, alors que Valentinien III représente une puissance déclinante, celle de l'Empire romain d'Occident.
Honorie correspond à Honoria, fille de Galla Placidia et de Constance III, Augusta depuis son enfance. Dans les années 440, elle s'est engagée dans une négociation personnelle avec Attila, en vue d'une protection ou d'un mariage. Vers 450, Attila exige la réalisation de ce mariage, se heurtant au refus de la cour de Valentinien. En revanche, Honoria n'est pas venue à la cour d'Attila, étant au contraire placée sous contrôle étroit, exilée à Constantinople et mariée à un sénateur, afin de couper court à toute relation avec Attila. 
Les personnages de Valamir et d''Ardaric sont aussi historiques : les Huns ont en effet de nombreux protégés parmi les peuples qu'ils ont vaincus, à la tête desquels se trouvent des chefs traditionnels. Les Gépides et les Ostrogoths sont les plus importants de ces peuples vaincus. En 455, après la mort d'Attila, Ardaric révolté remportera une victoire qui mettra fin à l'empire hunnique en Europe.
Attila est roi des Huns depuis 434, d'abord avec son frère Bléda, mort vers 445 (cette mort est évoquée dans la pièce comme un fratricide de la part d'Attila). À la suite de l'échec de son projet de mariage avec Honoria, il s'est engagé dans une opération militaire de conquête de la Gaule, puis d'attaque en Italie (452). À chaque fois, il s'est heurté au général romain Aetius, assisté en Gaule par les Francs, les Wisigoths et les Burgondes, lors  de la bataille des champs Catalauniques (451). Cette bataille est plusieurs fois évoquée durant la pièce, ainsi qu'Aetius, dont on apprend la mort sur l'ordre de Valentinien, au troisième acte (il a bien été assassiné, mais seulement après la mort d'Attila). La mort d'Attila, selon Jordanès, est causée par une obstruction des voies respiratoires à la suite d'un saignement de nez survenu pendant son sommeil après un banquet trop arrosé. 
On voit donc que Corneille utilise largement ses sources historiques, mais en les distordant pour les besoins de la construction dramaturgique.

### L'avant-propos de Corneille
Il est assez court, une page et demie de l'édition de la Pléiade. 
La première moitié est consacrée aux personnages, sur lesquels il donne quelques renseignements historiques. Il indique notamment que la relation d'Ildico avec Mérovée est fictive : « Il épousa Ildione, dont tous les historiens marquent la beauté, sans parler de sa naissance. C'est ce qui m'a enhardi à la faire sœur d'un de nos premiers rois, afin d'opposer la France naissante au déclin de l'Empire ». À propos de la mort d'Attila, il écrit : « Je les ai suivis sur la manière de sa mort, mais j'ai cru plus à propos d'en attribuer la cause à un excès de colère, qu'à un excès d’intempérance ».
La seconde est une réponse à une campagne des jansénistes contre le théâtre.

### Vue d'ensemble de la pièce
L'action a lieu en 453 dans le camp d'Attila (le texte parle plusieurs fois des « tentes »), que Corneille situe en Norique. Malgré sa défaite des champs Catalauniques, Attila a réussi à conclure des traités avec l'empereur Valentinien III et avec Mérovée ; des projets de mariage ont été évoqués et les deux princesses concernées sont venues au camp d'Attila. 
Au début de la pièce, se pose à Attila le problème de faire un choix définitif entre la sœur de Mérovée et la sœur de Valentinien. Il sollicite les conseils d'Ardaric et de Valamir, qui sont chacun épris d'une des deux princesses : Ardaric d'Ildione et Valamir d'Honorie, penchants d'ailleurs réciproques. Attila a une préférence personnelle pour Ildione, mais considère surtout les choses d'un point de vue politique. 
Au terme d'une intrigue où se mêlent l'amour, la politique et les menaces de mort, Attila, furieux contre Honorie, Valamir et Ardaric, décide d'épouser Ildione, mais il meurt (hors de la scène) avant même que la cérémonie commence, d'une hémorragie d'abord bénigne, puis catastrophique. Les autres protagonistes peuvent envisager un avenir un peu moins sombre.

## Éditions
Éditions du vivant de Corneille
- Attila, Paris, 10 novembre 1667[10] (privilège royal du 25 novembre 1666)
- Le Théâtre de P. Corneille, Tome IV, Guillaume de Luynes, Paris, 1668.
- Le Théâtre de P. Corneille, Tome IV, Guillaume de Luynes, Paris, 1682.

Éditions récentes
- Œuvres complètes, tome 3, Gallimard, Bibliothèque de la Pléiade, 1987, 1750 p. (p. 639-703).  (ISBN 2070111210) Édition de Georges Couton.
- Œuvres 3. Théâtre complet, Garnier Frères, Paris, 1924, 699 p. Notice SUDOC. D'après l'édition de 1682.